# Johann Georg Deprunner

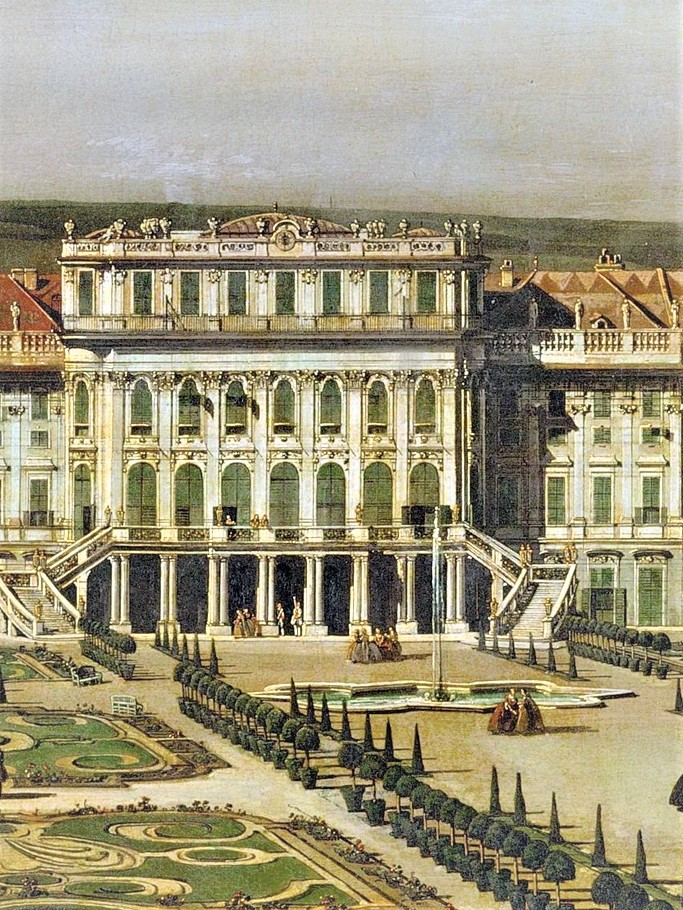
Schloss Schönbrunn, Steinarbeiten aus Lorettokalk von Johann Georg Deprunner, um 1705. Bernardo Bellotto 1759

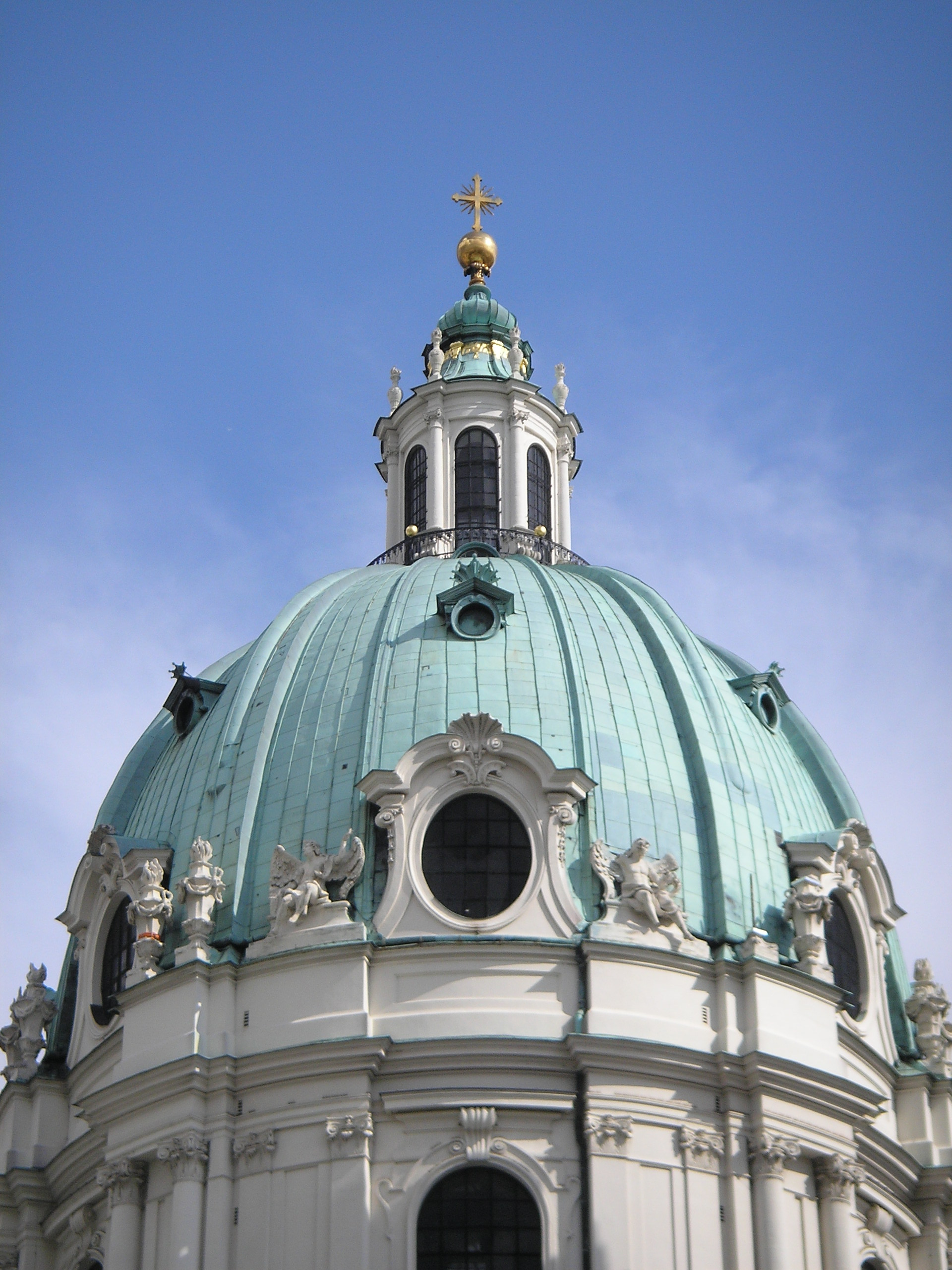
Wiener Karlskirche, Kuppel mit Tambour

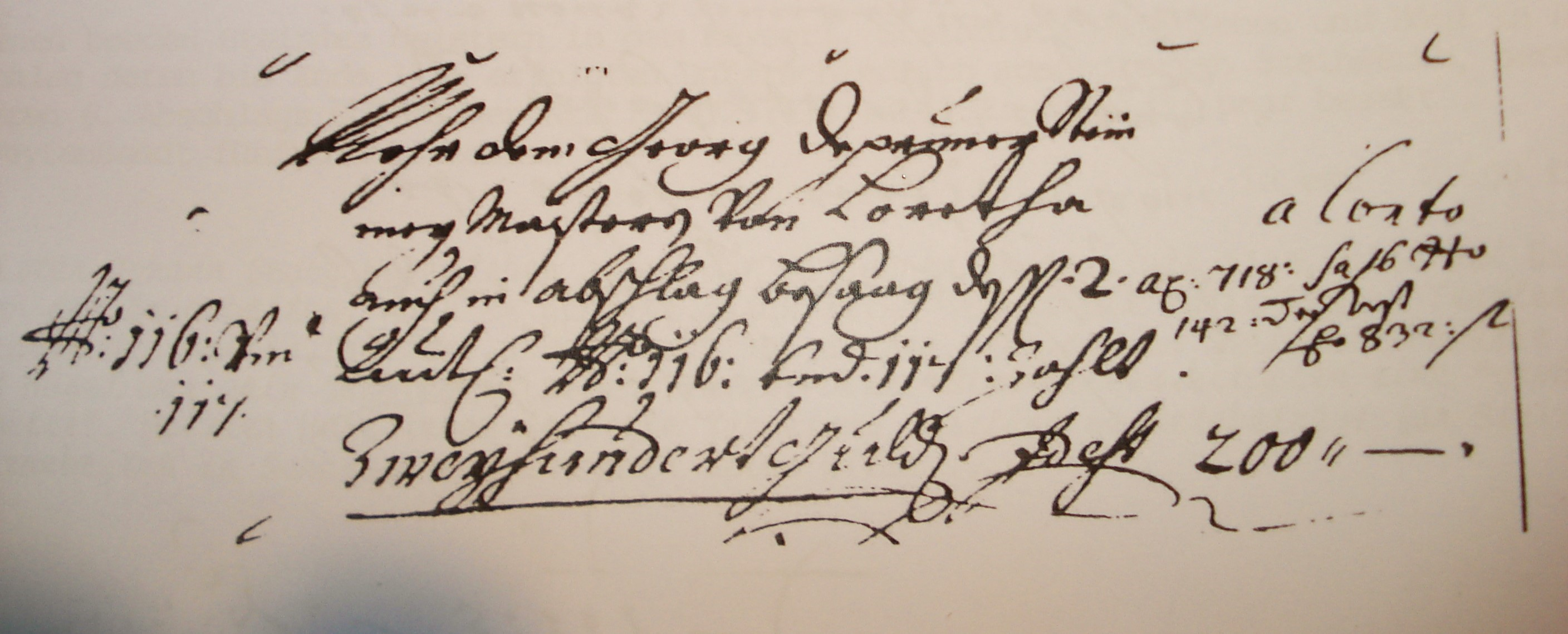
Wiener Karlskirche, Steinmetzrechnung Georg Deprunner, 1718

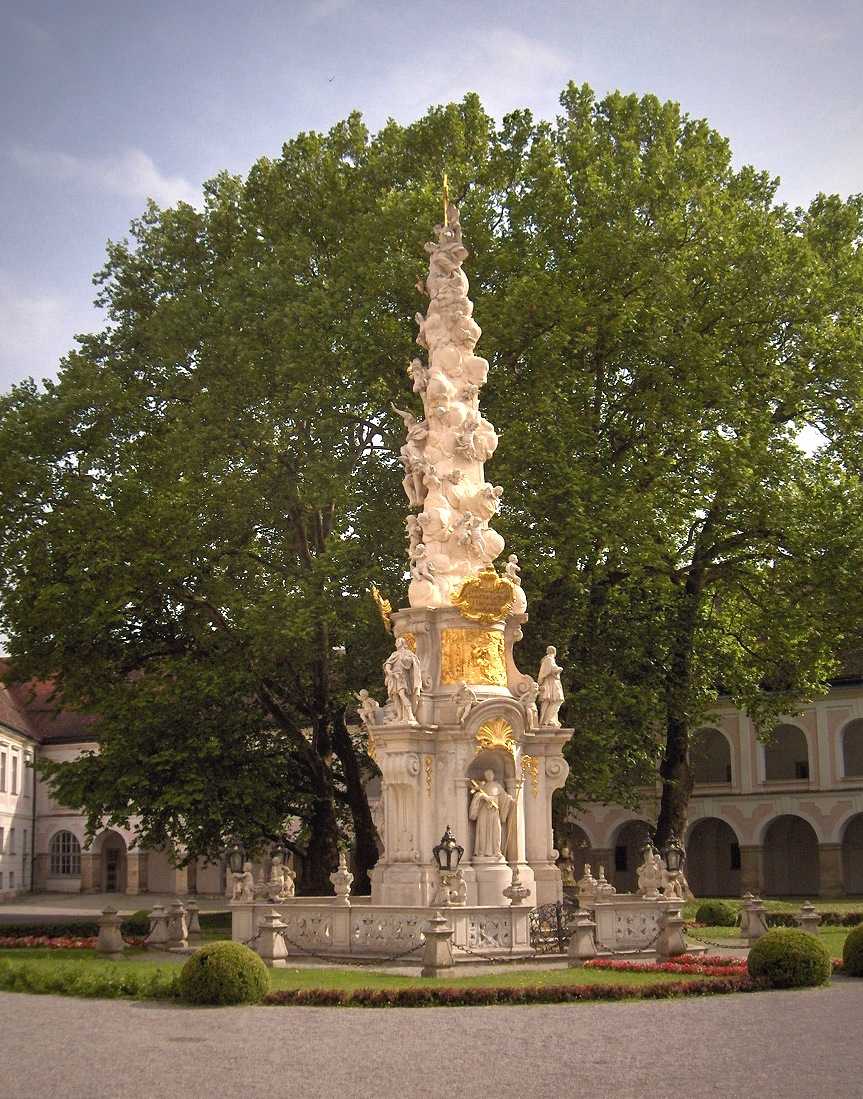
Dreifaltigkeitssäule Heiligenkreuz mit „Wolkenpyramide“ 1737

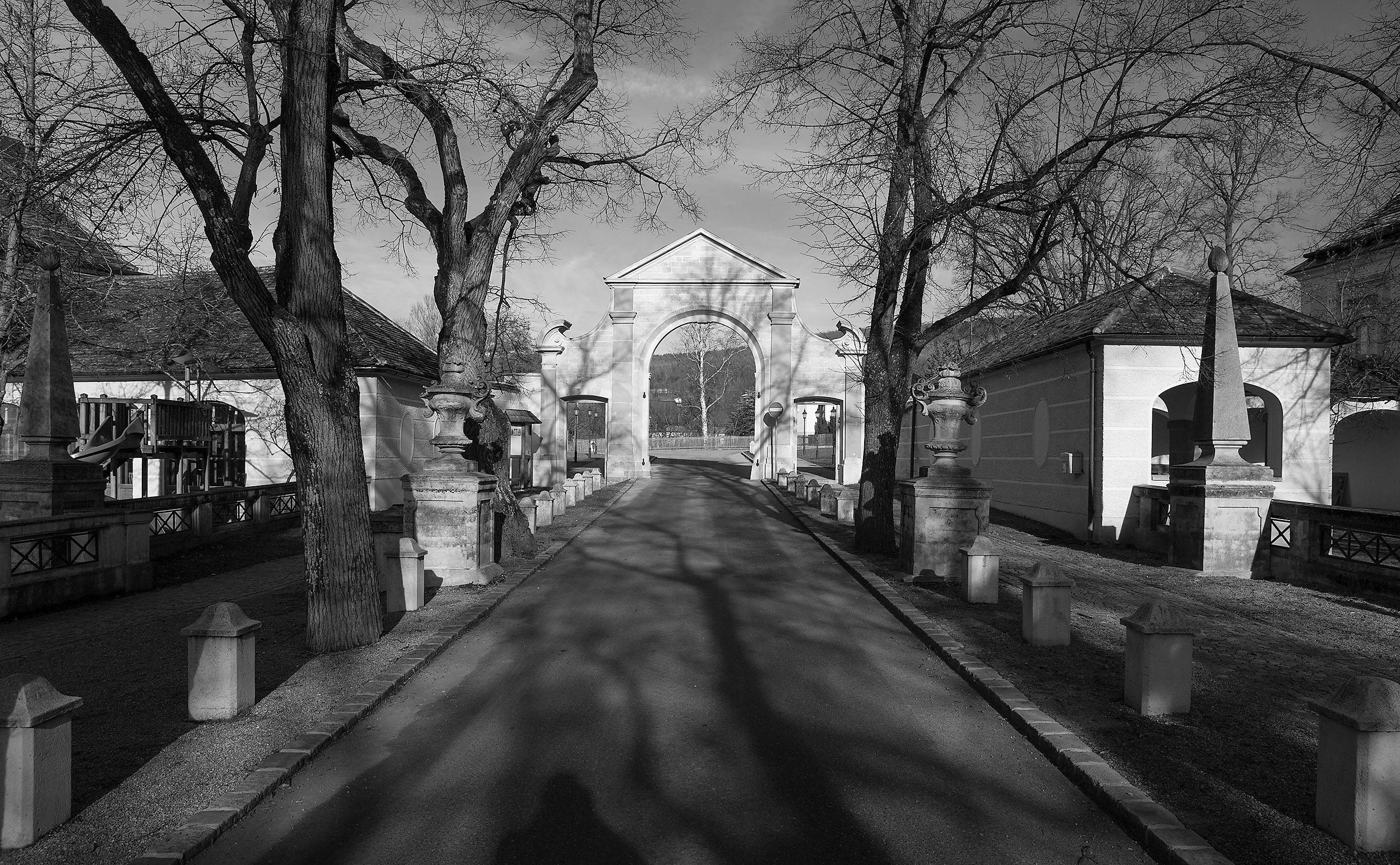
Stift Heiligenkreuz 2 Obeliske im Gastgarten gegenüber, 1737. Dahinter das Wiener-Tor von Elias Hügel, 1748.

Johann Georg Deprunner (auch Georg Deprunner, Depruner, Debrunner, † 1740) war ein Steinmetzmeister, Bildhauer und Richter in Loretto, Bezirk Eisenstadt.

## Leben
In den Jahren 1705, 1711–1723 und 1732 als Richter in Loretto bezeichnet.

### Familie
- Tochter Anna Maria aus Georgs erster Ehe, am 1. Juni 1695 als Steinmetztochter in Loretto geboren, heiratete die Steinmetzmeister Konrad Mägerle († 1728) und Anton Grass († 1730) in Loretto.[2]
- Als Witwer ehelichte Georg Deprunner am 12. Oktober 1700 Elisabeth Neumann, ihr Vater Christian Neumann, war Wachszieher in Eisenstadt. Von 1701 bis 1723 wurden 14 Kinder geboren, von denen 11 entweder gleich oder wenige Jahre später sterben.

### Das Steinmetzhandwerk von Maria Loretto war bis 1824 mit der Kaisersteinbrucher Viertellade verbunden
Die Kaisersteinbrucher Viertellade umfasste die „Marktflecken“ der Herrschaft Scharfenegg, Sommerein, Mannersdorf, Hof, und Au, weiters Maria Loretto, Winden, Jois und Kaisersteinbruch selbst. Loretto war bis 1824 mit der Viertellade verbunden.

### Unparteiische Kommission – Streitfall zweier Steinmetzmeister 1725
Ein großer Steinbruch wurde gevierteilt, mit den sich daraus ergebenden Problemen. Nicht nur Richter Elias Hügel und Geschworene prüften an Ort und Stelle, in diesem Streitfall der Kaisersteinbrucher Meister Joseph Winkler und Simon Sasslaber bestellte die Herrschaft Königshof eine unabhängige Kommission: die Meister Johann Georg Deprunner und Johann Georg Höller, beide von Maria Loretto, sowie Johann Caspar Plamberger aus Hof.

## Arbeiten

### Schloss Schönbrunn
Kaiser Leopold I. veranlasste den Neubau von Schloss Schönbrunn. das von 1696 bis 1701 im Wesentlichen fertiggestellt war. Das Projekt wurde im Jahr 1705 von Joseph I. weiter gebaut.
Steinmetzaufträge erhielten die Wiener Meister Veith Steinböck und Johann Thomas Schilck, beide von Eggenburg in Niederösterreich, mit dem Zogelsdorfer Stein, Meister Johann Georg Deprunner von Loretto mit dem Lorettokalk und Meister Johann Georg Haresleben aus Kaisersteinbruch.

### Wiener Karlskirche
Meister Georg Deprunner aus Loretto in Ungarn fertigte für die Wiener Karlskirche die Tamboursäulen der Kuppel. → Steinmetzrechnung.

### Stift Heiligenkreuz Dreifaltigkeitssäule
Abt Robert Leeb vom Stift Heiligenkreuz vereinbarte am 4. Oktober 1729 mit Steinmetzmeister Elias Hügel das untere Postament mit drei Nischen, aus dem eigenen Steinwerk, das obere Postament, worauf die Pyramide, oder Säule zu stehen kommt.
- Steinmetzmeister Georg Deprunner in Loretto bestätigte in der Quittung vom 6. April 1737: „..thue also Ihro Hochwürden und Gnaden über die völlige Summa, deren 250 fl, quittieren und bescheinen.“

#### Obeliske für den Konventgarten
Meister Georg Deprunner erhielt 1737 den Auftrag 2 Obelisken für den Konventgarten zu gestalten. Diese befinden sich im Gasthausgarten.

## Archivalien
- Hofkammerarchiv: Hofzahlamtsbücher 1715–1730: „Bau der Karlskirche“.
- Archiv des Stiftes Heiligenkreuz, Königshofer Protokolle, Dreifaltigkeitssäule, Obeliske
- Diözesanarchiv Eisenstadt, Angaben zu (Johann) Georg Deprunner: Pfarre Stotzing, Martiken Tom. I (Tauf-, Trauungs-, Totenbuch 1645–1736).